# Serguei Mikhalkov
Serguei Vladimirovich Mikhalkov (Серге́й Влади́мирович Михалко́в, em russo; Moscovo, 13 de março de 1913 - Moscovo, 27 de agosto de 2009) foi um escritor, presidente da União dos Escritores da Federação Socialista da Rússia, poeta, fabulista, dramaturgo, correspondente de guerra e autor dos textos dos dois hinos da União Soviética e do Hino da Rússia.

Mikhalkov foi Herói do Trabalho Socialista, laureado com os prêmios Lênin e Stalin, na Rússia, acadêmico da Academia Nacional de Educação e Comendador da Ordem de Santo André.

É pai de Nikita Mikhalkov, cineasta com muitas divergências políticas com o comunismo, e do também cineasta Andrei Konchalovsky.